# Middeleeuwse kunst

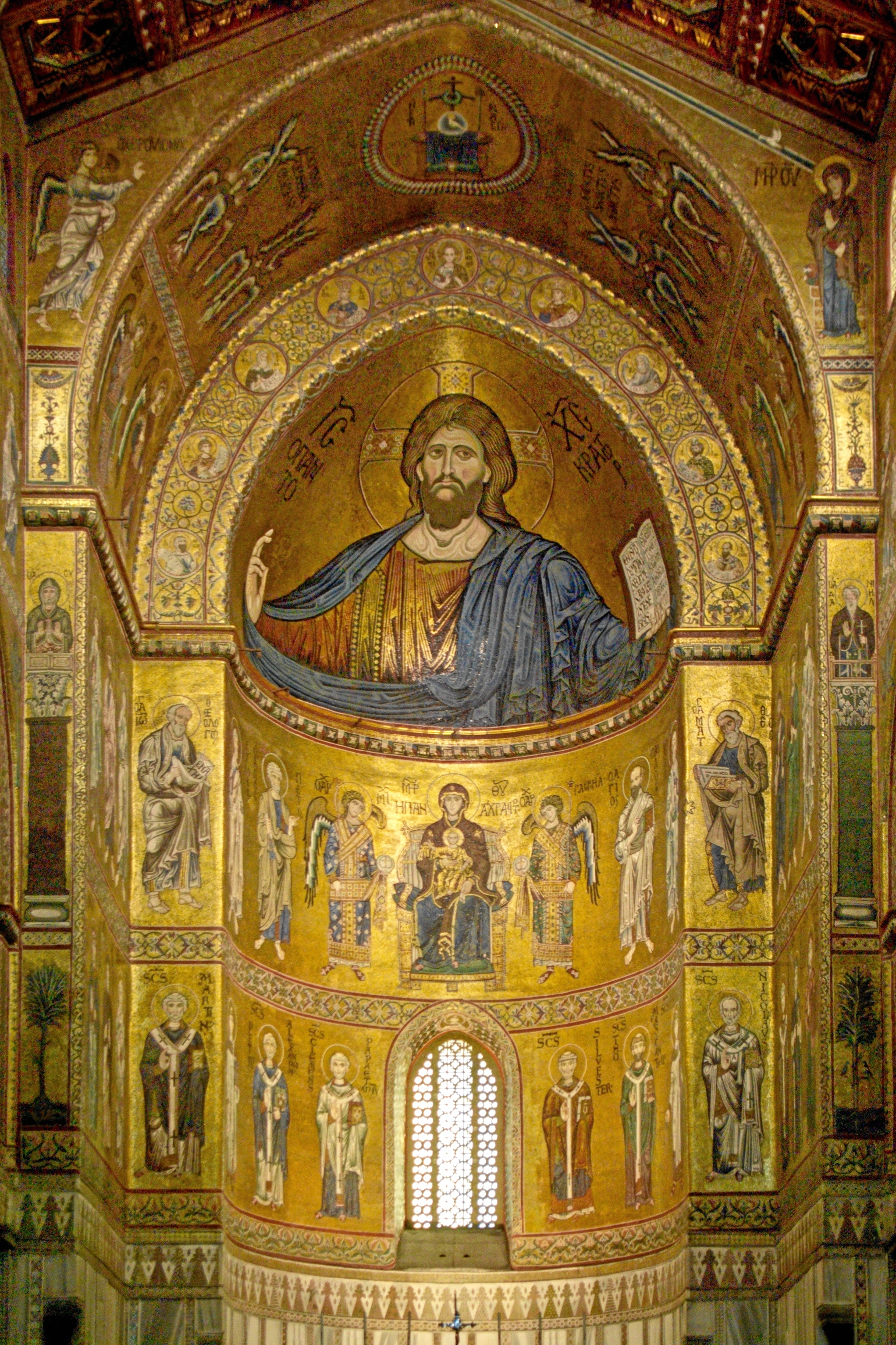
Twaalfde-eeuwse Byzantijnse kerkmozaïeken, in de kathedraal van Monreale.

De middeleeuwse kunst van de westerse wereld bestrijkt een periode van meer dan 1000 jaar kunst in Europa. Ze omvat de belangrijkste kunststromingen en periodes, nationale en regionale kunst, genres, revivals, ambachten, alsook de kunstenaars zelf.
Middeleeuwse kunstenaars in Europa waren verbonden met het artistieke erfgoed van het Romeinse Rijk en met teksten en iconografie van de vroege Katholieke Kerk. Deze bronnen en invloeden werden vermengd met de sterke 'barbaarse' culturen van Noord-Europa, wat leidde tot een opmerkelijke artistieke beweging. Zo kan de geschiedenis van de middeleeuwse kunst worden gezien als de geschiedenis van de interacties tussen klassieke, vroegchristelijke en barbaarse kunstelementen.
Kunsthistorici proberen de middeleeuwse kunst – vaak met enige moeite – in te delen in grote periodes en stijlen. Een algemeen aanvaarde indeling omvat de vroegchristelijke kunst, de kunst tijdens de grote volksverhuizingen, de Byzantijnse kunst, de insulaire kunst, de preromaanse en romaanse kunst evenals de Gotische kunst en vele andere periodes binnen deze centrale stijlen. Daarnaast had elke regio, vooral tijdens de periode van totstandkoming van naties en culturen, een eigen aparte artistieke stijl. Voorbeelden hiervan zijn de Angelsaksische kunst of Noordse kunst.
Middeleeuwse kunst werd geproduceerd in vele media. De werken waarvan veel voorbeelden zijn blijven bestaan zijn beeldhouwwerken, verluchte handschriften, glas in loodramen, producten van metaalbewerking, en mozaïeken. Deze hadden allemaal een hogere overlevingskans dan andere media, zoals bijvoorbeeld fresco muurschilderingen en werken in kostbare metalen of textielen, waaronder wandtapijten. Vooral in het begin van de periode werden producten van de decoratieve kunsten, zoals metaalbewerking, ivoorsnijwerk, emailbewerking en kostbare borduurwerken waarschijnlijk meer gewaardeerd dan schilderijen of monumentale sculpturen.

## Vroegchristelijke kunst
De middeleeuwse kunst is in wezen christelijk. Vroegchristelijke kunst kan worden gezien als een fase van laat-Romeinse kunst, waarvan zij zich als christelijk onderscheidt door de onderwerpkeuze. Voor de vierde eeuw werkten een aantal factoren het ontstaan van een christelijke kunst tegen. De eerste christenen hadden van het jodendom een vooroordeel tegen uitbeelding van wat met god te maken had, en waren vooral bezig met het zich distantiëren van heidense praktijken met verering van godsafbeeldingen. Wat ook een rol speelde, was dat de vroege christenen soberheid en armoede nastreefden en zich afzetten tegen wereldlijk bezit. Als gevolg hiervan vindt men voor de eerste drie eeuwen na Christus de voorbeelden van vroegchristelijke kunst vooral bij monumenten en grafkunst. Zo zijn de catacomben van Priscilla, in de Via Salaria, meestal gedateerd eind derde eeuw, een ware galerie van vroegchristelijke schilderkunst. De uitgebeelde verhalen hebben vooral te maken met de thema's van het heil en de bescherming van de gelovigen. In Dura-Europos, een stad aan de rivier de Eufraat in Mesopotamië die in 256 werd verwoest door de Perzen, vonden archeologen in de overblijfselen van een christelijk huis echter ook schilderijen (eerder schetsen) die de zondeval en verlossing door Christus, een terugkerend thema in de christelijke kunst, uitbeelden.

## Romaanse kunst
De romaanse periode verwijst ruwweg naar de elfde en de eerste helft van de twaalfde eeuw. De term 'romaans' werd voor het eerst gegeven aan deze vorm van architectuur in de 19e eeuw vanwege het gebruik van ronde bogen en gemetselde tongewelven, praktijken die in de oude Romeinse architectuur gemeengoed waren. De soorten monumenten nu nog bestaan uit deze periode, zijn vooral kerkgebouwen en beeldhouwkunst die toen in opdracht van de Kerk werd gemaakt.
Gemeenschappelijke kenmerken van de romaanse architectuur zijn: dikke stenen muren en grote steunberen aan de buitenkant om deze muren te ondersteunen, rondbogen en tongewelven. De ramen in deze structuren zijn meestal klein vanwege de beperkingen die het gebruik van parementen met zich meebrengen. De buitenkant van de Romaanse kerken hebben, in vergelijking met de meer modulair opgebouwde Karolingische en Ottoonse kerken van de negende en tiende eeuw, decoratieve schema's van architectonische en sculpturale elementen die het ontwerp als geheel verenigen. Deze ontwerpelementen omvatten blinde arcaden, en consoles die beide vaak over de gehele omtrek langs de buitenmuren worden aangewend.

## Voetnoten
1. ↑  Marilyn Stokstad : Medieval Art, p. 9 “Christian Art Before Constantine”, Harper & Row, 1986